# Concerto pour piano no 6 de Mozart
Pour les articles homonymes, voir Concerto pour piano no 6.
Le Concerto pour piano no 6 en si bémol majeur K. 238 est un concerto pour piano et orchestre de Mozart composé en janvier 1776 à Salzbourg.

## Historique
Mozart avait l'intention de publier l'œuvre après qu'il l'a composée, mais elle n'a été imprimée qu'après sa mort, en 1793. Mozart a cependant joué le concerto à Munich en 1777 et à Augsbourg le 22 octobre 1777. Son élève Rose Cannabich a interprété le concerto à Mannheim le 13 février 1778. Angela Hewitt note que les premières interprétations du concerto étaient probablement faites sur un clavecin plutôt qu'un piano forte.

## Instrumentation
| Instrumentation du Concerto pour piano no 6                          |
| Clavier                                                              |
| piano                                                                |
| Cordes                                                               |
| premiers violons, seconds violons, altos, violoncelles, contrebasses |
| Bois                                                                 |
| 2 flûtes (dans l'Andante), 2 hautbois (tacet dans l'Andante)         |
| Cuivres                                                              |
| 2 cors en si bémol (en mi bémol dans l'Andante)                      |

## Structure
Le concerto comprend 3 mouvements :

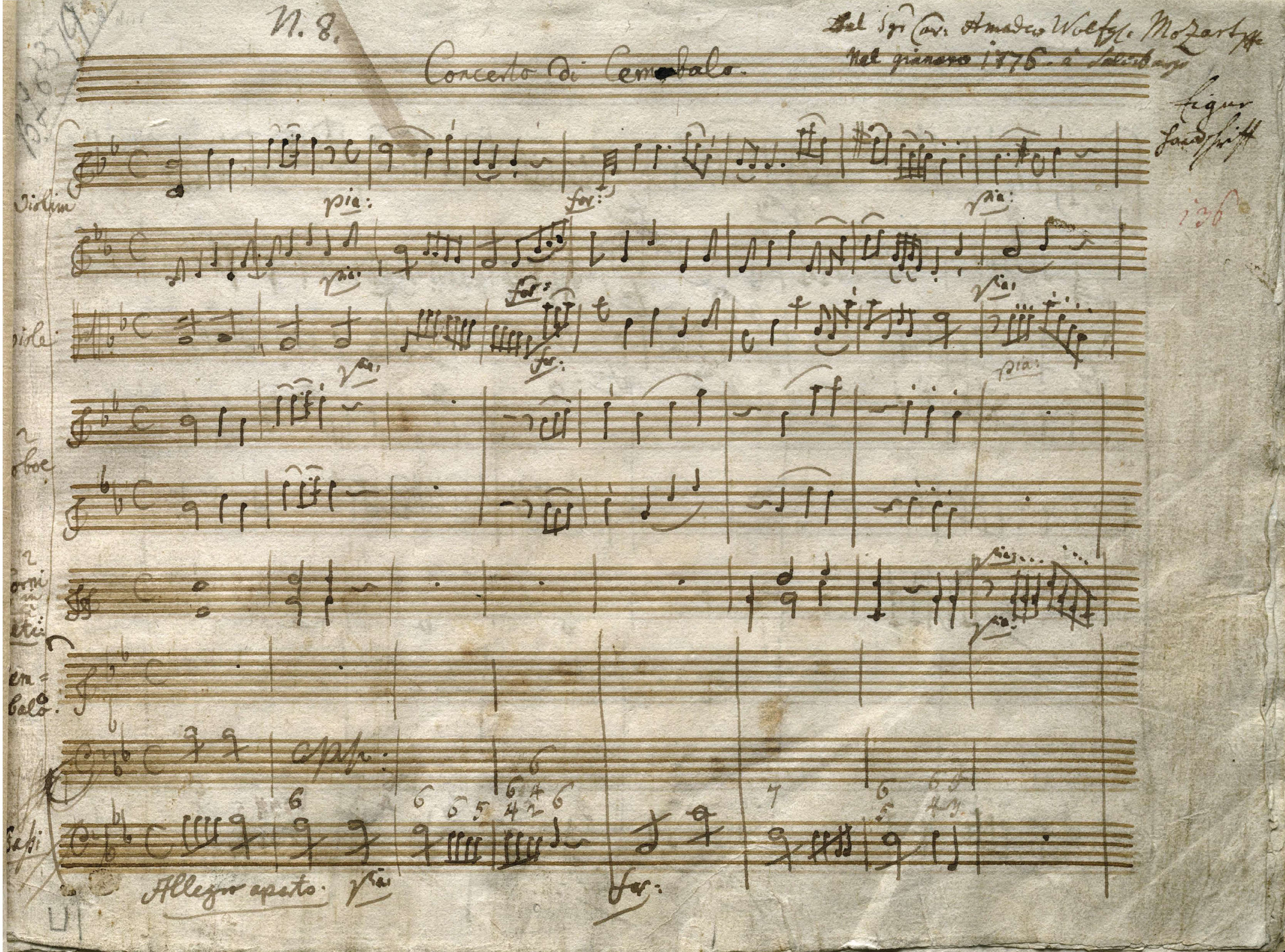
Manuscrit autographe, concerto piano K 238

1. Manuscrit autographe, concerto piano K 238Allegro aperto, en si bémol majeur, à , cadence à la mesure 191, 202 mesures
2. Andante un poco adagio, en mi bémol majeur, à 
, cadence à la mesure 83, 85 mesures
3. Allegro aperto en si bémol majeur, à , cadence à la mesure 260, 291 mesures

Durée : environ 20 minutes